# 赫里斯托·斯托伊奇科夫
赫里斯托·斯托伊奇科夫（保加利亚语：Христо Стоичков，拉丁字母轉寫：Hristo Stoitchkov；1966年2月8日— ），前保加利亞足球員。他是保加利亞在美國世界杯打進四強的主力球員，且是該屆世界盃的金靴獎得主。獲得1994年歐洲足球先生，另分別於1992年和1994年獲得世界足球先生的第二名。歐洲足總五十週年慶時，他被保加利亞足協認定為保加利亞史上最偉大足球員。在90年代初期以「歐洲第一左腳王」見稱，其左腳重炮射門及自由球技藝享負盛名。

## 生涯
斯托伊奇科夫出生于普罗夫迪夫，最先於1982年在一家名為“加加林”的俱乐部中成為學徒球員，斯托伊科夫是一个快速，有创造力，有毅力并多产的左脚前锋，他主要是作为前锋，但是他也能够为队友提供助攻，发挥创造性的作用，作为一名攻击型中场。兩年後，斯托伊奇科夫就成為了該國的勁旅索菲亞中央陸軍，在首季中，斯托伊奇科夫上陣了11場球賽，並取得四個入球。次季，斯托伊奇科夫在21場的球賽中攻下10球，表現不俗。
到了第三個球季，史岱哲哥夫在足總杯中犯下了大錯，他因不滿球證的裁決而煽動隊友動武，史岱哲哥夫這次的犯錯不僅令自己被停賽一年，球會更因而被保加利亞足協紀律處分，令球會失去了聯賽冠軍。
停賽一年後，史岱哲哥夫於1986年至1987年的球季復出，上陣25場賽事中入了6球，1988年至1989年的球季中，史岱哲哥夫表現開始進步，在該屆中，史岱哲哥夫在27場的場事中取得14球入球。翌季，史岱哲哥夫在26場球賽中入了23球，幾乎每場球賽都有進帳。在保加利亞的最後一個球季中，史岱哲哥夫表現大勇，在30場的賽事當中攻入了38球。史岱哲哥夫極為出色的表現吸引了歐洲的列強，當中就在东欧民主化浪潮后以破當時保加利亞的轉會費200萬英鎊簽入史岱哲哥夫。
在西班牙中，自史岱哲哥夫加盟後，巴塞罗那足球俱乐部就開始在國內稱霸，連續四季奪得了西甲的冠軍，史岱哲哥夫的功勞是無庸而疑的，另外，史岱哲哥夫更於1992年協助球會贏得歐洲聯賽冠軍杯，在史岱哲哥夫效力的五個球季中，合共上陣151場球賽，攻入了67球。
1995年，史岱哲哥夫改加盟意大利的帕爾瑪，上陣了23場入5球，又助球會奪得意大利盃的冠杯。但一季後，史岱哲哥夫返回了巴塞羅拿至1997年的季中，在1997年至1998年中，史岱哲哥夫並效力了巴塞羅拿、母會索菲亞中央陸軍以及被外借至沙烏地阿拉伯的艾拿沙，在三家的球會中，史岱哲哥夫只上陣過13場球賽，取得三球入球，但也能於亞洲杯賽冠軍杯中的決賽攻入唯一的一球，協助球會贏得冠軍。
助球會奪得冠軍後，他加盟另一支的亞洲球會，日職的柏雷素爾，在日本中共上陣28場，攻下13球，後來因想念在西班牙的家人而離隊，並短暫缺出球壇，但在2000年的9月復出，加盟美國的芝加哥火焰與華盛頓聯隊，2004年史岱哲哥夫正式退役。
在國家隊中，史岱哲哥夫的表現同樣出眾，他於1986年10月7日對東德的賽事中首次披上國家隊的戰衣上陣，並攻入一球，以2:0勝出。
及後，史岱哲哥夫助國家隊成功晉身世界杯，在1994年世界盃足球賽中，保加利亞在第二場分組賽對希臘中，就是以史岱哲哥夫梅開二度，取得三分，在第三場的分組賽中，史岱哲哥夫的一球進球令國家隊以2:0戰勝阿根廷，令保加利亞晉級十六強。十六強中，史岱哲哥夫再次成為國家隊中的英雄，他的進球令保加利亞以1:1打平墨西哥，隨後保加利亞在PK戰勝出，之後八強賽中，史岱哲哥夫再攻入一個精彩的自由球，把衛冕軍德國淘汰出局。可惜，在四強賽中，史岱哲哥夫在該球賽中的入球無法幫國家隊擊敗防守能力極強的意大利，在季軍賽中，該屆進攻火力最強的瑞典在上半場遙遙領先4:0，大局已定，保加利亞得到殿軍，但已經是保加利亞國家隊歷史上最彪炳的成績，賽事中斯托伊奇科夫一個人打進了全隊10球裡的6球，榮獲賽事金靴。除此以外，史岱哲哥夫更獲得歐洲足球先生的獎項。
1996年歐洲國家杯，史岱哲哥夫在三場小組賽各攻入一球，但國家隊最終以三戰一勝一和一負得四分，小組內排名第三，無緣晉級，但他的精彩表現使他和馬爾蒂尼成為唯二小組賽出局而入選賽事最佳陣容的選手。歐洲國家杯後，史岱哲哥夫的表現逐漸下滑，而保加利亞亦隨著史岱哲哥夫的下滑成績亦同步下滑。在1998年世界杯中，他沒有進帳，而且球隊表現庸劣，最終保加利亞在三場球賽中以一和二負得一分，掛名第四，提早出局。
後來，史岱哲哥夫於1999年6月9日對英格蘭的球賽後再沒有披上國家隊的戰衣，他於國家隊最後的入球是在對盧森堡時所取得，當時是1999年3月31日。

## 榮譽
- 保加利亞足球甲級聯賽冠軍 1987、1989、1990
- 保加利亞盃冠軍 1985、1987、1988、1989
- 保加利亞神射手 1989、1990
- 西甲冠軍 1991、1992、1993、1994
- 西班牙盃冠軍 1997
- 歐洲冠軍聯賽冠軍 1992
- 亞洲杯賽冠軍杯冠軍 1997
- 歐洲足球先生 1994
- 世界杯金靴獎 1994
- 世界足球先生第二 1992、1994

## 外部連結
维基共享资源上的相關多媒體資源：赫里斯托·斯托伊奇科夫
- 官方网站
- 赫里斯托·斯托伊奇科夫 – FIFA國際賽競賽紀錄 (存檔)
- 赫里斯托·斯托伊奇科夫在 National-Football-Teams.com 上的出场纪录
- 日本職業足球聯賽中的赫里斯托·斯托伊奇科夫 （日語）
- Stoichkov`s goal (FK) （页面存档备份，存于） J.League official
- Hristo Stoichkov on BarcaMania.com
- Autobiography
- Stoichkov （页面存档备份，存于） Profile, stats and news
- UEFA.com – Golden Player of Bulgaria （页面存档备份，存于）